# Đại Phong (xã)

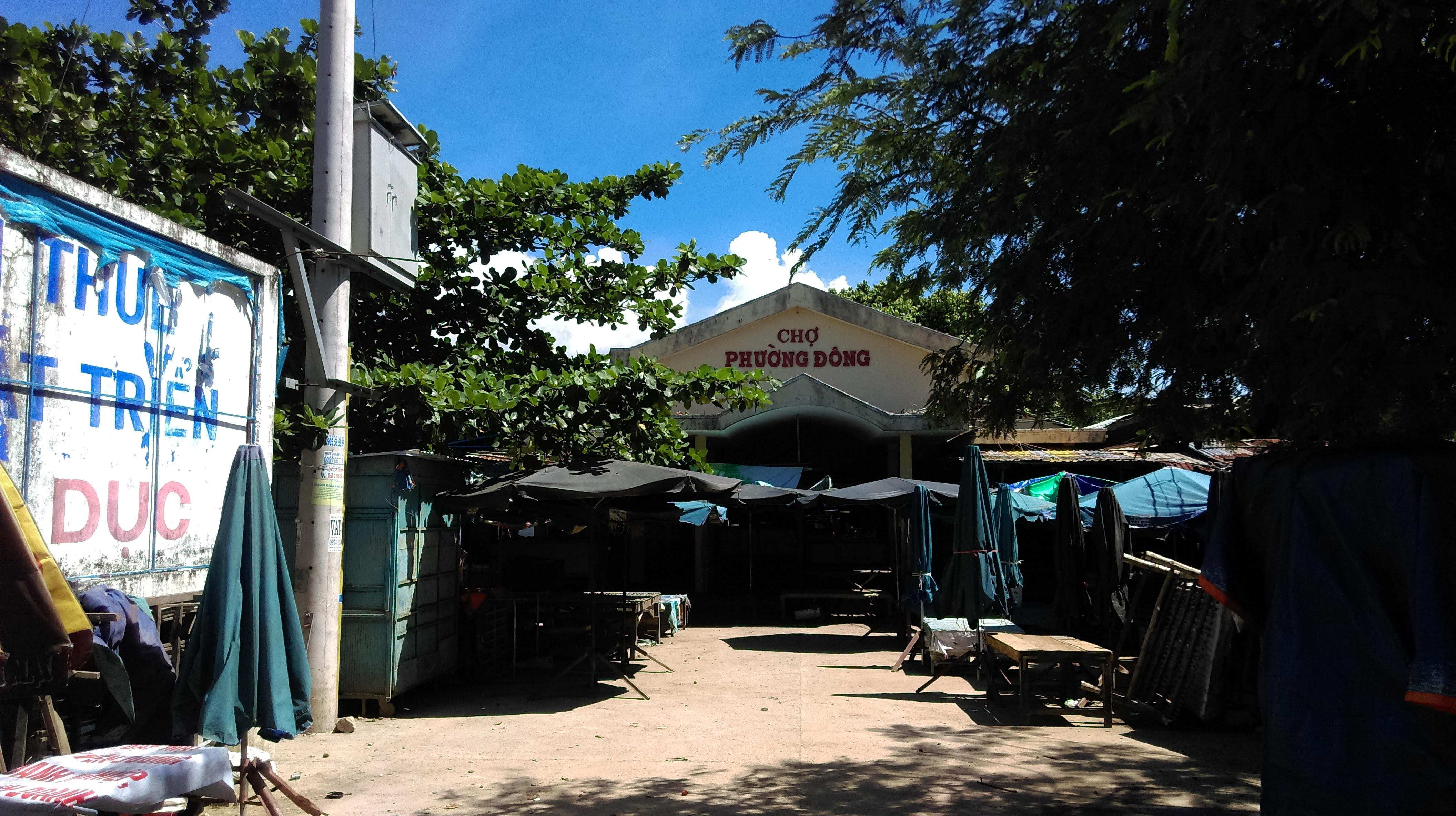
Chợ Phường Đông

Đại Phong là một xã thuộc huyện Đại Lộc, tỉnh Quảng Nam, Việt Nam.
Xã Đại Phong có diện tích 8,39 km², dân số năm 2019 là 6.795 người, mật độ dân số đạt 810 người/km².